# 594782 Kacperwierzchoś
594782 Kacperwierzchoś è un asteroide della fascia principale. Scoperto nel 2013, presenta un'orbita caratterizzata da un semiasse maggiore pari a 2,5403658 au e da un'eccentricità di 0,3193058, inclinata di 5,16213° rispetto all'eclittica.
L'asteroide era stato inizialmente battezzato 594782 Kacperwierzchos per poi essere corretto nella denominazione attuale.
L'asteroide è dedicato all'astronomo polacco Kacper Wierzchoś.